# Euphoria (álbum de Ali As)
Euphoria é o segundo álbum solo do rapper alemão Ali A$, lançado em 1 de abril de 2016 pela Embassy of Music, selo pertencente à Warner Music. O álbum teve seu lançamento anunciado em dezembro de 2015, pelo próprio Ali As, que renovou seu contrato com a gravadora na ocasião, e divulgou um vídeo teaser em seu perfil oficial no site de vídeos online YouTube. A previsão era que o projeto fosse lançado em 25 de março, porém, Ali As anunciou através do seu perfil no Twitter que seriam necessários mais uma outra semana, para concluir uam "supresa que entrou apenas agora".

## Lista de faixas
| N.º            | Título                                                    | Compositor(es)                     | Duração |  |
| 1.             | "Denkmäler"                                               | Zulfiqar Ali Chaudhry              | 3:31    |  |
| 2.             | "Silber oder Blei"                                        | Chaudhry                           | 3:52    |  |
| 3.             | "Lass sie Tanzen" (Square Dance) (participação de Namika) | Chaudhry Hanan Hamdi               | 3:45    |  |
| 4.             | "Was für'n Leben"                                         | Chaudhry                           | 3:10    |  |
| 5.             | "Farid Bang"                                              | Farid Hamed El Abdellaoui Chaudhry | 3:40    |  |
| 6.             | "Dope in der Denim"                                       | Chaudhry                           | 3:21    |  |
| 7.             | "Monstertruck"                                            | Chaudhry                           | 3:18    |  |
| 8.             | "Jetzt komm' wir"                                         | Chaudhry                           | 4:02    |  |
| 9.             | "Ferienhaus"                                              | Chaudhry                           | 2:51    |  |
| 10.            | "Euphoria"                                                | Chaudhry                           | 4:13    |  |
| 11.            | "Comeback/Bombtrack"                                      | Chaudhry                           | 3:33    |  |
| 12.            | "Stempel im Pass" (participação de MoTrip)                | Chaudhry                           | 3:16    |  |
| 13.            | "1 Mio Psychos"                                           | Chaudhry                           | 3:32    |  |
| 14.            | "Erpresserbrief"                                          | Chaudhry                           | 3:45    |  |
| 15.            | "Panzer"                                                  | Chaudhry                           | 3:23    |  |
| Duração total: | Duração total:                                            | Duração total:                     | 49:49   |  |

## Paradas musicais
| Parada (2016)                | Melhor posição |
| ---------------------------- | -------------- |
| Parada de álbuns da Alemanha | 6              |
| Parada de álbuns da Áustria  | 16             |
| Parada de álbuns da Suíça    | 24             |